# فرانك روزنتال
فرانك روزنتال (بالإنجليزية: Frank Rosenthal)‏ هو رائد أعمال وصحفي أمريكي، ولد في 12 يونيو 1929 في شيكاغو في الولايات المتحدة، وتوفي في 13 أكتوبر 2008 في ميامي بيتش في الولايات المتحدة بسبب نوبة قلبية.

## وصلات خارجية
- الموقع الرسمي
- فرانك روزنتال على موقع IMDb (الإنجليزية)